# Klímovo (Vladímir)
|  | Per a altres significats, vegeu «Klímovo». |

Klímovo (en rus: Климово) és un poble de l'óblast de Vladímir, a Rússia, segons el cens del 2012 tenia 37 habitants. Pertany al districte municipal de Múrom.